# Sruby
Sruby település Csehországban, az Ústí nad Orlicí-i járásban. Sruby Choceň, Dobříkov, Slatina és Újezd u Chocně településekkel határos. Lakosainak száma 588 fő (2024. január 1.).

## Népesség
A település lakosságának változását az alábbi diagram mutatja:
| Lakosok száma | 595  | 555  | 642  | 599  | 575  | 554  | 591  | 584  | 566  | 588  |
|               | 1869 | 1900 | 1921 | 1961 | 1980 | 2011 | 2016 | 2019 | 2021 | 2024 |